# 테크룸
《테크룸》은 2022년 7월 30일부터  tvN의 디지털 스튜디오 TvN D와 이마트에서 운영하는 포털 사이트 트라메 - TRAME 채널에서 방영한 테크 서바이벌 리얼 버라이어티로, 정보기술 (情報技術, 영어: information technology, IT) 전자기기와 관련된 다양한 체험을 하는 예능 프로그램이다.

## 개요
테크룸은 게임 참가자들이 주방가전과 생활가전 등 모든 전자기기 사용이 금지된 전자기기 제한구역에서 생존하는 내용을 담은 테크 서바이벌 프로그램이다. 참가자들은 스마트폰 뿐만 아니라 면도기, 선풍기, 전자레인지와 같은 전자기기 사용을 금지당한다. 대신 참가자들은 게임의 규칙에 따라 개인에게 할당된 데이터로 전자기기를 제한적으로 사용할 수 있다. 가장 데이터를 적게 사용한 사람이 최종 우승자로 선정된다. 최종 우승자는 1기가바이트당 10만 원으로 환산된 상금을 받는다.

## 출연진
게임과 먹방이 유명한 교수 유튜버 이녕(원보라) 100만여명의 구독자를 보유한 딕헌터(신동훈), 조재원을  비롯해 프로게이머 이태준, 테크 유튜버 JM, 트위치 스트리밍 뽀구미와 같은 유명 유튜브 크리에이터 6명이 참가자로 참여한다.
- 이녕
- 딕헌터
- 이태준(프로게이머)
- 조재원(유튜버)
- JM(유튜버)
- 뽀구미(유튜버)

## 에피소드
- 2022년 7월 23일 유튜브 채널 트라메에서 서바이벌 예능 프로그램 '테크룸'의 티저 영상이 공개됐다. 유명 유튜브 크리에이터들이 캐스팅되어 출연하며 전자기기 제한구역에서 생존해야 하는 서바이벌 예능 프로그램으로 리얼버라이어티 웹예능 콘텐츠 방송이다.
- 2022년 7월 30일 방송이 시작되었으며 트라메 - TRAME 유튜브채널에서 방영되었다.
- 2022년 9월 3일 서바이벌 우승자 이녕은 1993년생으로 본명은 원보라이다. 유튜브채널을 운영하며 심해여왕으로 불리며 인지도가 굉장히 높아져서 e스포츠방송인, 방송인, 겸 모델로 활동하며 김포대학교 유튜브크리에이터학과 교수로 재직중이기도하다. 이녕은 평소의 이녕스럽다는말답게 방송 초반부터 자신에게 주어진 데이터를 자신에게 그리고 팀원들에게 사용하면서 경쟁심 1도 없어보여 서바이벌 특성상 우승과는 거리가 멀어 꼴찌일것이라고 예상하였다. 하지만 바보스럽지만 포기하지않고 무엇이든 열심히하고 서바이벌 방송 중에도 이타심을 보여주며 성실한 모습으로 일관했던  이녕은 최종 우승자가 되었고 예상치못한 반전에 시청자들을 놀라게하였다. 제한된 시간내에 2000개의 QR코드를 도저히 찾을 가망이 없던 딕헌터의 제안을 수락하며 우승 후  절반의 상금을 나눠주었다.
- 2022년 7월 30일 ~ 2022년 9월 3일까지 방송되었으며 30일 첫 에피소드를 시작으로 매주 토요일 오후 6시 트라메 채널을 통해 모두 11편의 에피소드가 공개되었다.

## 회차 정보
- 2022년 7월 23일: 테크룸 티저 1 당신은 전자기기 없이 얼마나 버틸 수 있습니까?[2]
- 2022년 7월 28일: 테크룸 티저 2 테크룸에서 살아남는 방법[3]
- 2022년 7월 30일: 테크 서바이벌 테크룸 EP.1 첫 판부터 장난질이냐?[4]
- 2022년 8월 6일: 테크 서바이벌 테크룸 EP.2 보물찾기 미션이 시작됩니다[5]
- 2022년 8월 13일: 테크 서바이벌 테크룸 EP.3 갤럭시 vs 아이폰 - 소수결 게임[6]
- 2022년 8월 20일: 테크 서바이벌 테크룸 EP.4  만보기 숫자를 올리시오[7]
- 2022년 8월 27일: 테크 서바이벌 테크룸 EP.5 이게 거짓말이면 제 유튜브 채널 삭제할게요[8]
- 2022년 9월 3일: 테크 서바이벌 테크룸 EP.6 2000개의 QR코드[9]
- 2022년 9월 10일: 테크 서바이벌 테크룸 (미공개 영상) 에어컨을 사용하지 못하는 이유..[10]
- 2022년 9월 16일: 테크 서바이벌 테크룸 (미공개 영상) 참가자들이 배고픈 이유..[11]
- 2022년 9월 17일: 테크 서바이벌 테크룸 (미공개 영상) 우승자[12]